# Équipe de Serbie de curling
L'équipe de Serbie de curling est la sélection qui représente la Serbie dans les compétitions internationales de curling.
En 2017, l'équipe nationale est classé comme nation numéro 42 chez les hommes.

## Historique
La première pratique officielle sur le territoire de la Serbie-et-Monténégro a eu lieu en février 2005 sur une patinoire en plein air dans le quartier Deligradska à Belgrade. Plus d'une trentaine de curlers serbes ont affronté l'équipe de Bulgarie .
Il existe trois clubs de curling : les clubs Краљевски карлинг клуб (Royal) et Пингвин (Pingouins) à Belgrade et Виглед (Vigled) à Valjevo.

## Palmarès et résultats

### Palmarès masculin
Titres, trophées et places d'honneur
- Championnats du monde Hommes  : aucune participation
- Championnats d'Europe Hommes  : aucune participation

### Palmarès féminin
Titres, trophées et places d'honneur
- Championnats du monde Femmes  : aucune participation
- Championnats d'Europe Femmes  : aucune participation

### Palmarès mixte
Titres, trophées et places d'honneur
- Championnat du Monde Doubles Mixte depuis 2017 (1 participation(s))
  - Meilleur résultat : 8ème pour : Championnat du Monde Doubles Mixte - Groupe B